# Specii IV - Reînvierea
Specii IV - Reînvierea (titlu original: Species – The Awakening) este un film american SF de groază din 2007 regizat de Nick Lyon. Rolurile principale au fost interpretate de actorii Helena Mattsson, Adam Wylie, Ben Cross, Marco Bacuzzi, Marlene Favela și Dominic Keating ca "Forbes".

## Distribuție
- Helena Mattsson - Miranda Hollander
- Ben Cross - Tom Hollander
- Dominic Keating - Forbes Maguire
- Marlene Favela - Azura
- Meagen Fay - Celeste
- Roger Cudney - Leland Fisk
- Mauricio Martinez - Dalton
- Felipe de Lara -  Burke
- Julian Sedgwick - Logan Wilson
- Marco Bacuzzi - Rinaldo
- Adam Wylie - Jared